# Heinz Satrapa
Heinz Satrapa (7. července 1927 Cvikov – březen 2001 tamtéž) byl východoněmecký fotbalista a trenér.

## Hráčská kariéra
Začínal v klubu VfL 1905 Cvikov a do roku 1953 hrál za cvikovské kluby s výjimkou sezony 1946/47, kdy nastupoval za Hannover 96. V sezoně 1949/50 se stal s ZSG Horch Cvikov prvním mistrem NDR (Východní Německo) a s 23 brankami nejlepším střelcem soutěže. Tentýž počin zopakoval v dresu BSG Wismut Aue v sezoně 1953/54, kdy se o prvenství podělil se Siegfriedem Vollrathem (oba vstřelili 21 branku). S Wismutem Karl-Marx-Stadt (dobový název Saské Kamenice) se stal mistrem NDR (1955) a vítězem východoněmeckého poháru (1954/55).

### Ligová bilance
| Ročník          | Zápasy | Góly | Klub                      |
| --------------- | ------ | ---- | ------------------------- |
| I. liga 1949/50 | 23     | 23   | ZSG Horch Cvikov          |
| I. liga 1950/51 | 24     | 11   | BSG Motor Cvikov          |
| I. liga 1951/52 | 35     | 16   | BSG Motor Cvikov          |
| I. liga 1952/53 | 8      | 5    | BSG Motor Cvikov          |
| I. liga 1953/54 | 27     | 21   | BSG Wismut Aue            |
| I. liga 1954/55 | 25     | 16   | SC Wismut Karl-Marx-Stadt |
| I. liga 1955    | 1      | 0    | SC Wismut Karl-Marx-Stadt |
| I. liga 1959    | 6      | 1    | BSG Chemie Glauchau       |
| CELKEM I. LIGA  | 143    | 92   |                           |
| CELKEM II. LIGA | 6      | 1    |                           |

## Trenérská kariéra
Po skončení hráčské kariéry se stal trenérem. Vedl postupně Chemii Glauchau (1960–1963), Aktivist Karl Marx Cvikov (1964–1966), Motor WEMA Plavno (1966–1968) a Motor Budyšín (1968–1970).